# Atlantik-Tsunami von 1858
Am 5. Juni 1858 ereignete sich ein Tsunami, der sich bis in die Nordsee ausbreitete. Er wurde von Jürgen Newig und Dieter Kelletat 2011 wissenschaftlich untersucht und beschrieben. In der Presse wurde die Arbeit 2012 aufgegriffen, siehe z. B. Focus und Berliner Morgenpost.
Historische Berichte über diesen Tsunami liegen aus Deutschland (Sylt, Wangerooge und Helgoland), Frankreich, England, den Niederlanden und Dänemark vor. An den meisten Küsten traf der Tsunami mit drei Wellenbergen auf, wobei die höchste Welle in Dänemark beobachtet wurde. Diese erreichte eine Höhe von 6 m bei Årgab (Hvide Sande). In historischen Berichten ist häufig von unerwartet auftretenden starken Winden die Rede, die zeitgleich mit dem Tsunami aufkamen, obwohl vorher ruhiges Sommerwetter herrschte. 
Als Ursache vermuten Newig und Kelletat einen Hangabrutsch, der sich südwestlich im Atlantik ereignet haben könnte. Der vermutete Ursprung  läge unweit von der spanischen Küste, ähnlich wie bei dem Erdbeben von Lissabon 1755. Der Tsunami könnte zum einen durch den Ärmelkanal in die Nordsee gelangt sein und zum anderen an Schottland vorbei aus dem Norden gekommen sein. Vor Dänemark wären die beiden Teile des Tsunamis wieder aufeinandergetroffen und hätten so die beobachteten hohen Wellen erzeugt. Es fehlen bislang jedoch Angaben über ein solches Ereignis aus Schottland und Spanien, wo man den Tsunami hätte bemerken müssen. Deswegen könnte es sich auch um einen Meteotsunami gehandeln haben, wie das französische Institut Bureau de recherches géologiques et minières (BRGM) annimmt.